# イオンドットコム

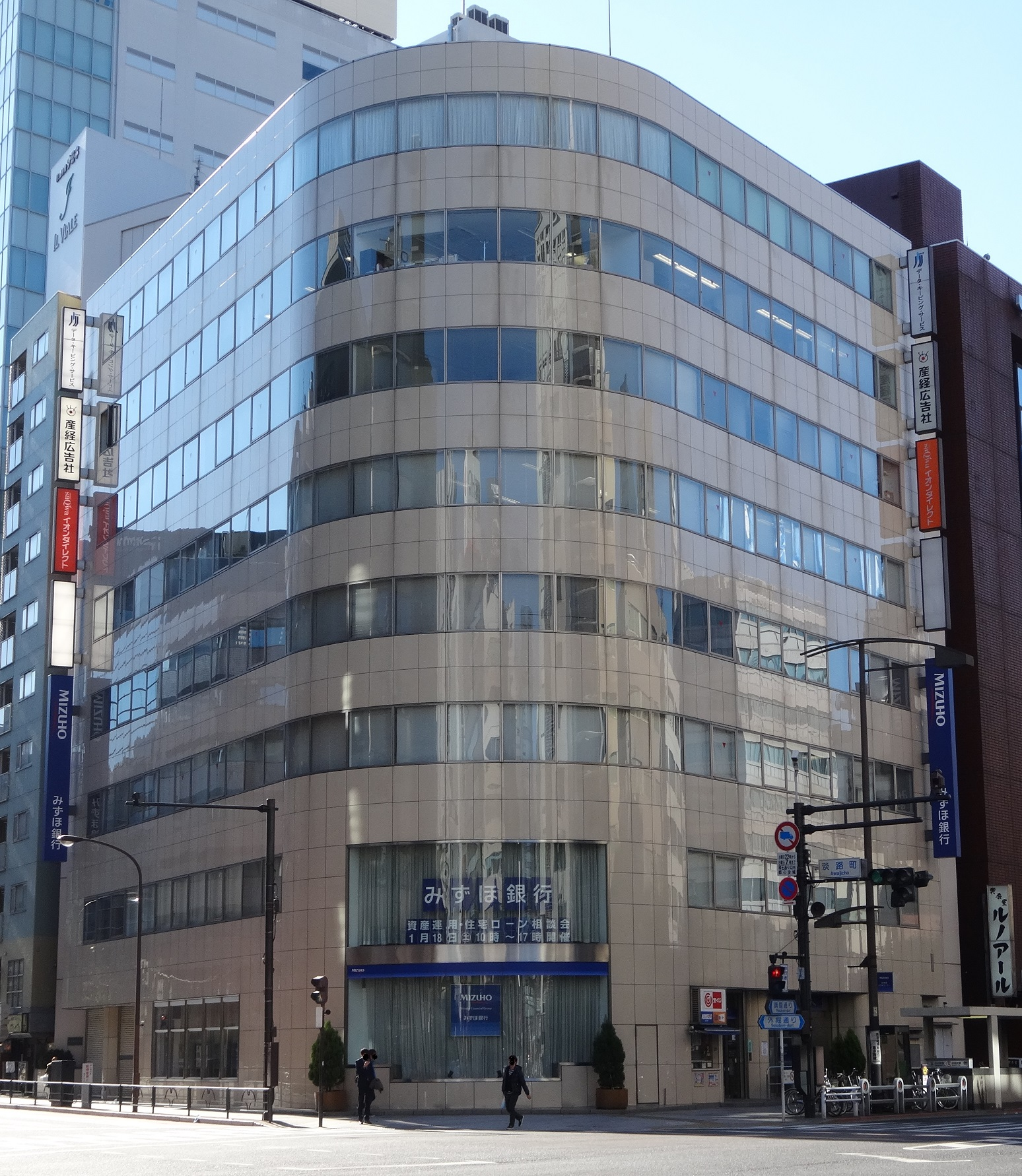
旧イオンダイレクトの本社が入居していた日幸神田ビル
（東京都千代田区、2015年12月の合併後は「淡路町オフィス」として引き続き入居していたが、2020年10月19日付で幕張本社へ統合された）

イオンドットコム株式会社（英: AEON.com Co.,Ltd.）は、Eコマースフルフィルメントや通信販売などを行うイオングループの企業である。

## 概要
当社はイオングループ内におけるEコマースフルフィルメントやWEBサイトソリューションサービス事業を担う株式会社イオンビスティーを前身とし、2012年5月にイオンリンク株式会社に商号変更。2015年12月に同じイオングループのイオンダイレクト株式会社を吸収合併した。
イオンダイレクト株式会社は、1999年に三菱商事株式会社の完全子会社として設立された株式会社デジタルダイレクトを前身としており、テレビショッピングやカタログショッピングを中心として行ってきたが、2008年12月に締結された三菱商事株式会社とイオン株式会社の包括業務提携契約の一環として、2009年8月に第三者割当増資をイオン株式会社並びにグループ会社のイオンクレジットサービス株式会社が引き受けたことにより、イオン株式会社の連結子会社となった。元々イオングループには通信販売会社がなかったため、連結子会社化により通信販売事業に進出したことになる。2013年1月に三菱商事株式会社が保有していた全株式をイオン株式会社が取得した全株式をイオングループが保有することとなり、同年3月に商号変更した。
そして、2016年4月に当社が運営するEコマースポータルサイト「AEON.com」が正式にスタートしたことに合わせ、イオンドットコム株式会社に商号変更した。

## 沿革

### イオンビスティー → イオンリンク → イオンドットコム
- 2000年（平成12年）8月4日 - 株式会社イオンビスティーを設立。
- 2012年（平成24年）
  - 5月18日 - イオンリンク株式会社に商号変更。
  - 8月 - イオングループの利用者向けポータルサイト「AEON SQUARE（イオンスクエア）」を開設。
- 2015年（平成27年）12月1日 - イオンダイレクト株式会社を吸収合併し、同社の通信販売事業を引き継ぐ。
- 2016年（平成28年）4月1日 - イオングループにおけるEコマースポータルサイト「AEON.com」の立ち上げに合わせ、イオンドットコム株式会社に商号変更。
- 2020年（令和2年）10月19日 - 旧イオンダイレクト株式会社から継続していた淡路町オフィスを幕張本社へ移転統合[3]。
- 2021年（令和3年）2月20日 - 「saQwa（イオンサクワ）」をイオンリテール株式会社が運営する「イオンショップ」・「イオンスタイルオンライン」に統合する形で閉鎖。
- 2022年（令和4年）4月26日 - 「AEON.com」の運営を吸収分割（会社分割）によりイオンスマートテクノロジー株式会社へ承継。

### デジタルダイレクト → イオンダイレクト
- 1999年（平成11年）12月16日 - 三菱商事株式会社の100%出資により、株式会社デジタルダイレクトを設立。当初はテレビショッピングのみであった。
- 2005年（平成17年）
  - 5月 - 株式会社セゾンダイレクトマーケティングから営業譲受。
  - 7月 - カタログ販売を開始
- 2006年（平成18年）3月 - 「saQwa（サクワ）」のブランド名を立ち上げ、同時にWebサイト「saQwa本店」を開設。このブランド名は「Surprise And Quality life Will be Accomplished」からとったものである。
- 2009年（平成21年）12月 - 第三者割当増資によりイオンの連結子会社となる（イオン株式会社:40%、イオンクレジットサービス株式会社:20%、三菱商事株式会社:40%）[4]。
- 2011年（平成23年）4月 - プライバシーマーク認証を取得。
- 2013年（平成25年）
  - 1月18日 - 三菱商事株式会社が保有していた全株式をイオン株式会社が取得し、イオングループが100%出資する企業となる（イオン株式会社:80%、イオンクレジットサービス株式会社:20%）[5]。
  - 3月1日 - イオンダイレクト株式会社に商号変更。
- 2015年（平成27年）12月1日 - イオンリンク株式会社へ吸収合併し解散。「saQwa（イオンサクワ）」などの通信販売事業は同社の運営となる。

## 事業内容
当社は、Eコマースポータルサイト「AEON.com」やキュレーションメディアサイト「lilimo」の運営と「saQwa（イオンサクワ）」などの通信販売を主な事業としている。また、旧イオンリンク株式会社で開設したイオングループのポータルサイト「AEON SQUARE」はイオンドットコム株式会社に社名変更後も継続して運営している。
そのほか、Eコマース事業の立ち上げからオムニチャネル・デジタルプロモーションの企画、PDCA設計などの運用支援を行うソリューション事業や、ネットスーパー店舗のオペレーションや物流関連システムなどを行う物流・オムニチャネルオペレーション事業も行っている。